# Боровский, Дмитрий Леонидович
Дмитрий Леонидович Боровский (род. 12 января 1980) — украинский футболист, полузащитник.

## Игровая карьера
Воспитанник СДЮШОР «Торпедо» (Николаев). Начинал играть в любительской команде «Гидролизник» (Ольшанское). В 1999—2000 годах был игроком СК «Николаев». Дебют в высшей лиге 7 марта 1999 года в игре СК «Николаев» — «Металлист» (Харьков), 0:2. Всего в высшем дивизионе сыграл семь матчей.
Далее выступал в командах «Колос» (Степовое), «Портовик» (Ильичёвск), «Олимпия ФК АЭС» (Южноукраинск) и «Водник» (Николаев).
С 2007 года играет за любительский клуб «Торпедо» — серебряный (2008, 2009) и бронзовый (2011) призёр любительского чемпионата, финалист (2007) любительского Кубка Украины, чемпион (2008, 2010, 2011, 2013) и обладатель Кубка области (2011, 2012).